# Виа де ла Плата
Виа де ла Плата (на латински: Via de la Plata) е исторически път между Hispalis (Севиля) и Asturica Augusta (Асторга) в Испания.
Минавал е стотици километри в посока север-юг през римската провинция Лузитания в Испания.
Римляните строят пътя върху съществущ път на финикийците.
Преведено името на пътя е „Сребърен път“. Днес „Виа де ла Плата“ е път за Яков - поклоненията.